# Synové hor
Synové hor jsou černobílý film popisující tragický závod na 50 km roku 1913, při kterém zemřeli Bohumil Hanč a Václav Vrbata. Byl natočen roku 1956 Čeňkem Dubou podle stejnojmenné knihy Františka Kožíka.

## Děj
Film začíná na krkonošských hřebenech, kdy sledujeme závěr závodů v běhu na lyžích na 50 km v roce 1912. Poté sledujeme "boj" mezi Hančem (Josef Bek) a Vrbatou (Jiří Vala) o dívku Jaroslavu (Svatava Hubeňáková). Ta si nakonec vybere Hanče a z Vrbaty se stane rodinný přítel. Vidíme řadu obrazů z Podkrkonoší, včetně cvičení Sokola s Janem Bucharem (Jaroslav Vojta) či tkalcovské práce. Hanč kupuje na splátky od faktora Krause polorozpadlou chalupu. Hanč je původně zedník a podaří se mu s pomocí kamarádů dát stavení do pořádku. Novomanželé jsou šťastni, tíží je však dluh u Krause, ale i ten se jim nakonec podaří zaplatit. Bohumil Hanč chce po vítězství v roce 1912 na prosby své ženy Slávky závodění zanechat. V roce 1913 se na závody přihlásí silní zahraniční soupeři, proto Bohumil podlehne prosbám kamarádů a rozhodne se naposledy jet. Při závodech se však změní počasí a Hanč míjí kontroly, které se mu snaží marně naznačit, že závod pro nepřízeň počasí skončil. Potkává svého přítele Vrbatu, který se mu vypravil na pomoc a předává mu své rukavice a kabát. Hanč mu děkuje a odjíždí, přičemž si o několik set metrů dál sedá do sněhu a odpočívá. Promrzlý Václav Vrbata se nedostane daleko a je nalezen Emerichem Rathem, který se vydal hledat ztraceného Hanče. Po jeho příchodu ovšem zjistí, že to není Hanč a tak se vypraví hledat dál. Když jej nalezne, je však již pozdě.
Film končí záběrem na pomníky obou přátel na Krkonošských hřbetech.

## Obsazení
| Jiří Vala             | Václav Vrbata     |
| Josef Bek             | Bohumil Hanč      |
| Svatava Hubeňáková    | Jaroslava Hančová |
| Jaroslav Vojta        | Jan Buchar        |
| Vladimír Řepa         | Kraus             |
| Miloš Nesvadba        | Feistauer         |
| Otakar Brousek starší | Emerich Rath      |
| Miroslav Polach       | Karel Jarolímek   |
| Josef Rozsíval        | Inženýr Fišer     |
| Jan Otakara Martin    | Hančův otec       |
| Robert Vrchota        | Oswald Bartel     |
| Karel Pavlík          | doktor Vajna      |
| Emerich Rath          | lesník            |

## Kritika
Film je kritizován jako příliš idealistický, nepopisující dostatečně prostředí hor a situaci (ať už národnostní nebo majetkovou) lidí v horách.
Pietně dokonalý Hanč, jehož životní osud je až po tragický konec rovný jako stůl, nedal Josefu Bekovi příležitost k tvorbě živé postavy. Hromada dobrých vlastností, které ve filmu defilují jako mravoličné čtení, bránila herci v navození potřebné dramatické gradace. Proto je Bekův Hanč bezkrevným čítankovým hrdinou, ovšem ne vinou představitele. Obdobně jsou postiženi i Vrbata Jiřího Valy a Jaroslava Svatavy Hubeňákové, která v "Synech hor" absolvovala svůj filmový debut
Ivan Dvořák, dobová recenze

## Zajímavosti
- Josef Bek byl nelyžař a musel být dublován. Po uvedení filmu dostával pozvání k lyžařským závodům.
- Film se točil i při teplotách dosahujících -22 stupňů Celsia
- Roli ve filmu dostal i „zachránce“ Hanče Emerich Rath. Zahrál si starého lesníka.[2]
- Příběh tragédie zpracoval také producent Oldřich Beránek ve filmu Poslední závod, uvedeném v roce 2022. Bohumila Hanče zde zahrál Kryštof Hádek a film je více zaměřen na třetího účastníka závodu, Emericha Ratha.[3]